# The Dream Academy
The Dream Academy var en brittisk musikgrupp mest känd för hiten "Life in a Northern Town" från 1985. Gruppen bestod av Gilbert Gabriel, Nick Laird-Clowes och Kate St. John. Gruppen upplöstes 1991.
Gruppmedlemmen Kate St. John gav ut soloalbumet Indescribable Night (1995) följt av Second Sight (1997). 
Låtskrivaren och sångaren i bandet, Nick Laird-Clowes, dök 2001 upp med soundtracket till filmen The Invisible Circus.

## Diskografi
Album
- The Dream Academy (1985)
- Remembrance Days (1987)
- Different Kind of Weather (1990)
- Best of the Dream Academy (2000) (samlingsalbum)

Singlar
- "Life in a Northern Town" (1985)
- "The Edge of Forever" (1985)
- "This World" (1985)
- "The Love Parade" (1986)
- "Please, Please, Please, Let Me Get What I Want" (1986)
- "Indian Summer" (1986)
- "The Lesson of Love" (1987)
- "Power to Believe" (1987)
- "In the Heart" (1987)
- "Love" (1990)
- "Angel of Mercy" (1991)